# Katrin Bühlig
Katrin Bühlig (* 1967 in Leipzig) ist eine deutsche Drehbuchautorin und Regisseurin, die mit dem Deutschen Fernsehpreis ausgezeichnet wurde.

## Leben und Wirken
Bühlig war von 1985 bis 1992 unter anderem in der Eventorganisation und in einer Tochterfirma der Bavaria als Redakteurin von Gameshows u. a. mit Dieter Hallervorden tätig. 1992 nahm sie ihr Studium an der Filmakademie Baden-Württemberg in Ludwigsburg in der Fachrichtung Dokumentarregie auf und schloss dieses 1997 ab. In den folgenden Jahren war sie vorwiegend als Regisseurin tätig, so führte sie 1996 bei Johannes Heesters – Bevor der letzte Vorhang fällt und 2000 bei Mörder weinen nicht Regie. Nach 2001 war sie überwiegend als Drehbuchautorin tätig, unter anderem schrieb sie die Drehbücher für mehrere Tatortfolgen und für einige Bella Blocks Filme. 2008 wurde sie für das Drehbuch von Bella Block: Weiße Nächte mit dem Deutschen Fernsehpreis ausgezeichnet. Neben fiktionalen Drehbüchern liegt ihr Arbeitsschwerpunkt auch auf dem Dokumentarfilm, der Dokumentarfilm Restrisiko – Ein Film über Menschen im Maßregelvollzug, bei dem Bühlig für Drehbuch und Regie verantwortlich war, wurde im Jahr 2014 mit dem Grimme-Preis ausgezeichnet.

## Filmografie (Auswahl)

### Als Drehbuchautorin
- 1997: Dicke e. V. – Nicht mehr dünnemachen
- 1998: Die Fallers (Fernsehserie, zwei Folgen)
- 2002: Bella Block: Das Gegenteil von Liebe (Fernsehreihe)
- 2002: Afrika – wohin mein Herz mich trägt
- 2003: Das Duo: Falsche Träume (Fernsehreihe)
- 2002–2004: In aller Freundschaft (Fernsehserie, vier Folgen)
- 2005: Lutter: Um jeden Preis (Fernsehreihe)
- 2005: Sperling und die Waffen der Frauen
- 2006: Ein starkes Team: Hungrige Seelen (Fernsehreihe)
- ab 2007: Tatort (Fernsehreihe)
  - 2007:  Unter uns
  - 2008:  Schön ist anders
  - 2009:  Schwarzer Peter
  - 2009:  Altlasten
  - 2013:  Frühstück für immer
  - 2017: Die Liebe, ein seltsames Spiel
  - 2018:  Im toten Winkel
  - 2021:  Die dritte Haut
  - 2022:  Borowski und das hungrige Herz
- 2008: Die Lüge
- 2009: Königskinder
- 2006: Ein starkes Team: La Paloma (Fernsehreihe)
- 2010: Bella Block: Unter den Linden (Fernsehreihe)
- 2011: Silvia S. – Blinde Wut
- 2012: Zweimal lebenslänglich
- 2015: Meine fremde Freundin
- 2015: Königin der Nacht
- 2016: Königs Tochter
- 2017: Weil du mir gehörst
- 2019: Polizeiruf 110: Mörderische Dorfgemeinschaft (Fernsehreihe)
- 2019: Die Kinder der Toten
- 2022: Du sollst hören
- 2024: Mein Kind – Moya Ditina

### Als Regisseurin
- 1995: Geisterfahrer
- 1997: Dicke e. V. – Nicht mehr dünnemachen
- 2000: Mörder weinen nicht
- 2001: Kribbeln im Bauch
- 2019: Was sie schon immer über Frauen wissen wollten…

## Auszeichnungen und Nominierungen
Deutscher Fernsehpreis 2008
- Preisträgerin in der Kategorie Bestes Drehbuch für Bella Block: Weiße Nächte

Festival für Deutschen Film 2010
- Preisträgerin des Sonderpreises als Herausragender Fernsehfilm für Tatort: Altlasten[6]

Adolf-Grimme-Preis 2010
- Nominierung in der Kategorie Fiktion für Tatort: Altlasten[7]

Grimme-Preis 2014
- Preisträgerin in der Kategorie Information für Restrisiko – Ein Film über Menschen im Maßregelvollzug

Grimme-Preis 2016
- Nominierung in der Kategorie Fiktion für Silvia S. – Blinde Wut[8]

Grimme-Preis 2018
- Nominierung in der Kategorie Fiktion für Königin der Nacht[9]

Bayerischer Fernsehpreis 2020
- Für ihr Drehbuch Weil Du mir gehörst[10]